# 1920 en Saskatchewan
Chronologie de la Saskatchewan
- 1916
- 1917
- 1918
- 1919
- 1920
- 1921
- 1922
- 1923
- 1924

Cette page concerne des événements d'actualité qui se sont produits durant l'année 1920 dans la province canadienne de la Saskatchewan.

## Politique
- Premier ministre : William Melville Martin
- Chef de l'Opposition :
- Lieutenant-gouverneur : sir Richard Stuart Lake
- Législature :